# Esprit Fléchier
Valentin Esprit Fléchier, född den 10 juni 1632 i Pernes (grevskapet Avignon), död den 16 februari 1710 i Montpellier, var en fransk andlig talare. 
Fléchier var en tid lärare i retorik i Narbonne och vann som predikant i Paris (sedan 1660) stort rykte. Han blev 1673 medlem av Franska akademien samt 1685 biskop i Lavaur och 1687 i Nîmes. Som liktalare ansågs Fléchier överlägsen Bossuet i språkets korrekthet, men underlägsen honom i tankerikedom och förmåga att rycka åhörarna med sig.
Han utgav Mémoires sur les grands jours tenus à Clermont en 1665, Vie de Théodose le grand (1679; ny upplaga 1892), Oraisons funèbres (1681; flera upplagor), som bland annat innehåller liktal över Bossuet och Turenne, Panégyriques des saints (1690; flera gånger omtryckt) och Histoire du cardinal Ximenès (1693; flera gånger omtryckt), varjämte han författade franska och latinska dikter, efter hans död utgivna i Œuvres posthumes (1712). Hans Œuvres complètes utkom i 10 band 1782 (ny upplaga 1826).